# Tamer Abu Ghazaleh
Tamer Abu Ghazaleh (arabisch تامر أبو غزالة, DMG Tāmir Abū Ġazāla; * 1986 in Kairo) ist ein palästinensisch-ägyptischer Komponist, Multi-Instrumentalist und Sänger. 

## Leben
Geboren in Kairo in eine Familie von Exil-Palästinensern, fand er bereits früh Zugang zu Musik und komponierte schon in jungen Jahren. 1998, nach Palästina zurückgekehrt, begann er sein Studium der Musiktheorie und Komposition bei Khaled Jubran am Nationalen Konservatorium in Ramallah (heute Edward-Said-Konservatorium) und vertiefte außerdem sein Können an der Oud und Buzuq. 
1991 veröffentlichte er seine erste Single Ma Fi Khof („Es gibt keine Angst“) unter dem Eindruck der Ersten Intifada. 2001 sollte sein Debütalbum Janayen El Ghona („Gärten des Gesangs“) folgen, das Kompositionen seiner frühen Schaffenszeit (Alter 5 bis 15) enthält. 2008 wurde Mir'ah („Spiegel“) veröffentlicht, 2016 Thulth, sein – gemäß der arabischen Wortbedeutung – drittes Album. 
Im Jahr 2007 gründete er die Organisation eka3 als „Inkubator für die arabische Musikwirtschaft“. Daraus hervorgegangen sind ein Plattenlabel (Mostakell), eine Booking-Agentur (Almoharek) und eine Lizenzierungsagentur (Awyav). Außerdem war er an der Gründung des Online-Musikmagazins Ma3azef.com beteiligt.
2012 formierte sich die Kairoer Alternative-Band Alif, bestehend aus Abu Ghazaleh, Maurice Louca und Khyam Allami. Abu Ghazaleh ist ebenfalls Mitglied der 2010 gegründeten Crossover-Band Kazamada mit Zeid Hamdan, Mahmoud Radaideh und Donia Massoud. Des Weiteren betätigte er sich als Produzent und trat durch vielfältige Kooperationen mit ägyptischen und palästinensischen Künstlern hervor. Mit seinen Projekten trat er in verschiedenen Städten der arabischen Welt und Europas auf.

## Stil
Abu Ghazaleh singt im Idiom seiner Heimat, dem palästinensisch-arabischen Dialekt. Er positioniert sich mit den Mitteln der Satire und des Spotts zu politisch-gesellschaftlichen Themen der Gegenwart, verarbeitet aber auch literarische Texte der Vergangenheit in seiner Musik. Abu Ghazaleh verbindet die reiche Musiktradition der arabischen Welt mit zeitgenössischen Weltmusik- und Jazz-Einflüssen, nimmt so beispielsweise in Anlehnung an den maghrebinischen Electro Chaabi auch elektronische Laute in sein Klangbild auf. Sein drittes Album Thulth ist geprägt von vielen Dynamikwechseln; die Musikzeitschrift Melodie und Rhythmus hebt die „überraschenden Brüche“ und den experimentellen Charakter des Albums hervor. Ebenso bescheinigt das Jazzthetik-Magazin große „Intensität“ und Kontrastreichtum.